# Aker ASA
Aker ASA er en norsk industri-investeringsvirksomhed. De investerer indenfor olie og gas, vedvarende energi, maritime aktiver, maritim bioteknologi og industriel software. Aker's primære aktionær er Kjell Inge Røkke, som ejer 68,2 % af Aker gennem hans selskab TRG Holding AS. Koncernens hovedkvarter er i Fornebu, Oslo.
31. december 2020 havde Aker ASA ejerandele i følgende virksomheder:
Aker BP (40,0%), Aker Solutions (33,3%), Akastor (36,7%), Aker BioMarine (77,8%), Ocean Yield (61,7%), Aker Energy (50,8%), Cognite (62%) og Aker Horizons (100%)